# Cold Inferno
Cold Inferno es el quinto álbum de estudio de la banda italiana de death metal melódico Disarmonia Mundi, lanzado el 9 de junio del año 2015. 

## Lista de canciones
1. "Creation Dirge" – 5:28
2. "Stormghost" – 4:24
3. "Behind Closed Doors" – 3:16
4. "Coffin" – 4:01
5. "Oddities from the Ravishing Chasm" – 7:20
6. "Slaves to the Illusion of Life" – 3:35
7. "Blessing from Below" – 4:45
8. "Magma Diver" – 3:55
9. "Clay of Hate" – 4:11
10. "Toys of Acceleration" – 4:49
11. "The Loneliness of the Long Distance Runner (feat. Christian Älvestam) (Iron Maiden cover) (Bonus Track para Japón)" – 6:22

## Personal

### Disarmonia Mundi
- Ettore Rigotti – guitarras, bajo, batería, teclados, voces limpias
- Claudio Ravinale − Voz gutural, letras
- Björn "Speed" Strid – Voz gutural y limpia

#### Invitados
- Christian Älvestam - Voz (11)
- Alessio Nero Argento - Teclados (10)